# Pedro Pablo Abarca de Bolea-Ximénez de Urrea y Ponts de Mendoza
Pedro Pablo Abarca de Bolea-Ximénez de Urrea y Ponts de Mendoza (Siétamo, Aragó, 28 de desembre de 1719 – Épila, Aragó, 9 de gener de 1798), més conegut pel seu títol comte d'Aranda, va ser un noble i estadista aragonès, gran d'Espanya, desè comte d'Aranda, quart marquès de Torres, entre altres títols nobiliaris; cavaller de l'Orde del Toisó d'Or. Va ser home d'Estat durant els regnats de quatre reis, Felip V, Ferran VI, Carles III i Carles IV, va dur a terme diverses accions de govern, de les quals destaca la seva col·laboració en l'expulsió del jesuïtes d'Espanya.

## Títols
Duc d'Almassà des del seu naixement, Pedro Pablo va ostentar molts títols nobiliaris: dues vegades gran d'Espanya de primera classe, comte d'Aranda i de Castelflorite, marquès de Torres, de Rupit i de Vilanant, vescomte de Rueda i Biota, senyor de les baronies de Gavín, Siétamo, Clamosa, Erípol, Trasmoz, Lamata, Castil-Viejo, Antillón i La Almolda, Cortes d'Arenós i Benillova, Valle de Rodellar, Ponzano, Bespén i Lascellas; senyor d'Alcalatén i dels castells i viles de Maella i Mesones. D'altra banda també fou capità general dels Reials Exèrcits, gentilhome de cambra del rei, cavaller de l'Orde del Toisó d'Or, primer ministre president del Consell de Castella, capità general de Castella la Nova, València i president de la Reial Audiència.

## Primers anys
Pedro Pablo va néixer el 28 de desembre de 1719 a Épila, fill de Pedro Buenaventura Abarca de Bolea y Ximénez de Urrea, comte d'Aranda, i de Josepa Ponts de Mendoza Bournonville i Eril, comtessa de Robres, marquesa de Vilanant i Rupit, baronesa d'Orcau.
Per via paterna procedia de l'antic llinatge dels Abarca de Bolea i els Ximénez de Urrea, que tenien diverses possessions a Aragó, però també al regne de València; per via materna, la família tenia diverses propietats a Catalunya i al Rosselló.

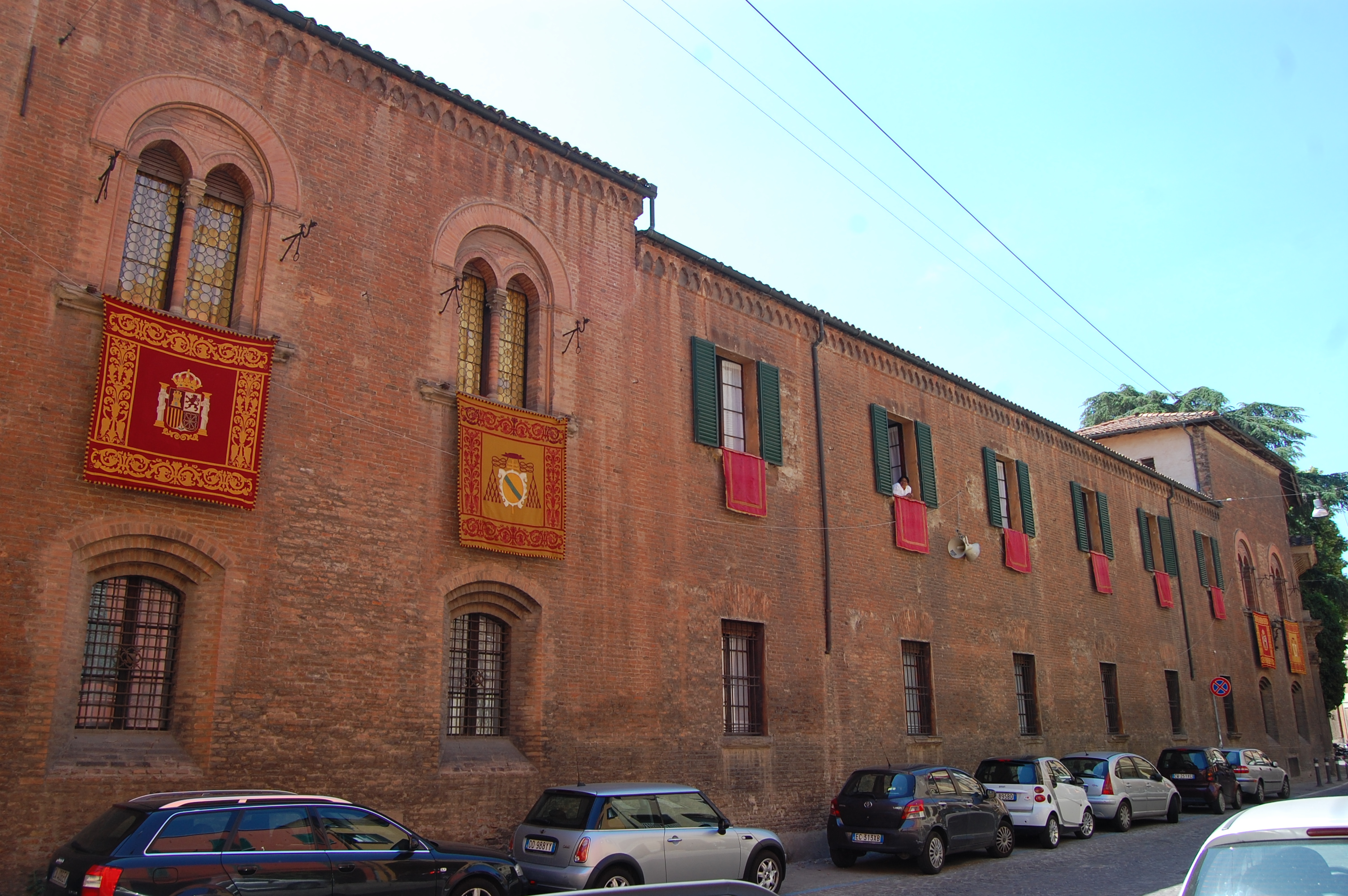
Exterior del Col·legi de Sant Climent dels Espanyols, a Bolonya.

Poc se sap sobre la seva infantesa, més enllà del fet que vivia a Saragossa tot l'any a excepció dels estius, en què els seus pares anaven a Siétamo. La primerenca educació de Pedro Pablo anà a càrrec dels jesuïtes, als quals la seva mare tenia afecció, principalment de José Martínez. El 1728 el seu pare se l'emporta amb ella a Itàlia i des d'ençà, fins al 1738, Pedro Pablo va estudiar a Bolonya en el Col·legi de Sant Climent dels Espanyols, passant el 1736 pel Col·legi de Nobles de Parma, on va rebre una educació humanista, també dirigida al sacerdoci, de mans dels jesuïtes, però sense mostrar gran interès i amb unes notes regulars que ho certificaven. Durant la seva estada per Europa es posà en contacte amb el moviment il·lustrat i és probable que amb la francmaçoneria. Finalment, va decidir escapar del col·legi i dedicar-se a la seva vocació militar.

## Carrera militar
La carrera militar del comte d'Aranda va ser possiblement la més vocacional i a la qual va tenir més afecte. Després d'escapar del col·legi i entrar a l'exèrcit, Aranda va tenir facilitats a l'hora de llaurar-se una bona carrera militar, gràcies a la seva posició social i a la del seu pare a l'exèrcit que li van proporcionar una gran carrera militar. Inicialment, va participar en les campanyes italianes per aconseguir el ducat de Parma per a l'infant Carles, el qual s'havia perdut el 1725 en el tractat de Viena, a més dels altres territoris italians que pretenien recuperar Felip V i Isabel Farnese.
El 1740 va ser nomenat capità dels granaders del Regiment Immemorial del Rei, i posteriorment va ser promogut fins a arribar a ser brigader d'infanteria; ferit a la batalla de Campo Santo (Llombardia) el 1742, va ser reconegut pels seus mèrits sent elevat al càrrec de mariscal de camp i finalment, ja durant el regnat de Ferran VI, a tinent general el 1755, tanmateix, per la seva amistat amb el ministre Ricardo Wall, va acabar dirigint el Cos d'Artillers i Enginyers, càrrec creat especialment per a ell. Va intentar proposar reformes dins de l'exèrcit per tal de modernitzar-lo però els seus superiors en feren cas omís i, desencantat, el comte va decidir dimitir dels seus càrrecs.
Durant la seva estada com ambaixador a Polònia aprofitarà per viatjar per l'Europa Central per aprendre sobre les noves tàctiques i estratègies militars prussianes impulsades per Frederic II de Prússia, les quals havien desbancat a les velles formes franceses, amb poc prestigi i influència a Europa, per la qual cosa Aranda considerava que, malgrat la seva vocació militar, ell no tenia una formació professional en comparació amb els prussians:
| «                             | (castellà) Yo siento ser militar sin escuela, malo para el servicio del amo y para el desempeño de mi honor. ¿Qué dos objetos puede aver de mayor consideración para un hombre honrado? Huviera dado qualquiera cosa por estar este año en el exército prusiano, rodeado de dos imperiales, duplicados en fuerzas, en situación de disfrutar la campaña, sus forrages, avenidas, y estrechar al rey de Prusia casi a falta de víveres con tanta tropar irregular como austríacos y rusos tienen. ¿Qué maniobras debe aver echo de rey de Prusia para inutilizar tantas superiores fuerzas? Repito que tengo vergüenza de allarme en tan alto grado sin saber prácticament que muy poco. | (català) Jo sento ser militar sense escola, dolent per al servei de l'amo i per a l'exercici del meu honor. Quins dos objectes pot haver de major consideració per a un home honrat? Hagués donat qualsevol cosa per estar aquest any a l'exèrcit prussià, rodejat de dos imperials, duplicats en forces, en situació de gaudir de la campanya, els seus farratges, avingudes, i estrènyer el rei de Prússia gairebé a falta de queviures amb tanta tropa irregular com austríacs i russos que tenen. Quines maniobres deu haver fet el rei de Prússia per a inutilizar tantes forces superiors? Repeteixo que tinc vergonya de trobar-me en tan alta graduació sense saber pràcticament que molt poc. | » |
| — Pedro Pablo Abarca de Bolea | | |   |

El 1762 torna des de Polònia, al servei militar perquè és escollit per Carles III per comandar la invasió de Portugal. La seva carrera militar, però, no duraria gaire més, la seva enemistat amb el marquès de Squillace el durien a ocupar les Capitanies Generals de València i Múrcia el 1763, fins a 1766. Això va significar per Aranda el seu desterrament de la cort.

## Carrera política

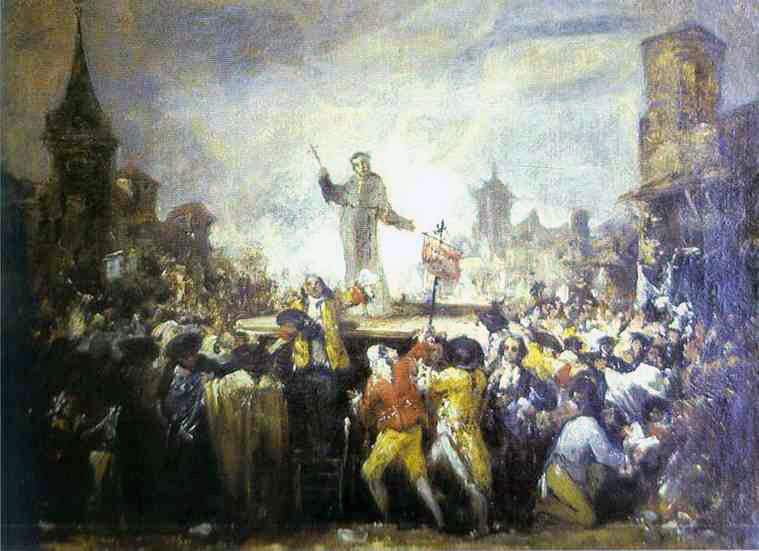
El motí de Squillace segons Francisco de Goya (1766-1767).

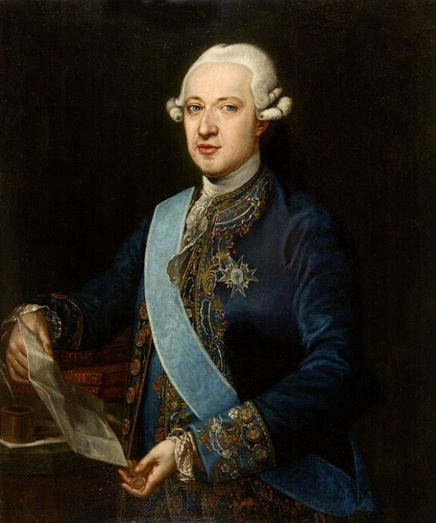
El comte de Floridablanca va ser el cap del partit dels golillas —persones recent ennoblides— i, per tant, rival d'Aranda, líder del partit aragonès, format per aristòcrates de llarga ascendència noble.

El comte d'Aranda va servir inicialment en missions diplomàtiques com ambaixador a diversos països. El 1755, un any després del terratrèmol de Lisboa, que va provocar la mort del seu predecessor el comte de Peralada, Aranda va passar a Portugal, on va estar poc temps. Allà no va tenir bones relacions amb el marquès de Pombal ni amb l'ambaixador francès. Cinc anys més tard, el 1760, Carles III el va nomenar ambaixador espanyol a Polònia.
El 1763, un any després del motí de Squillace, és nomenat president del Consell de Castella. No obstant, va ser un dels impulsors de reformes il·lustrades, mesures de regalisme; també fou un dels promotors del decret d'expulsió de la Companyia de Jesús d'Espanya de 1767, sota l'acusació d'instigar motins populars, especialment el Motí de Squillace a Madrid, que feu fugir a Carles III de la capital. En la seva vida política va ser crític amb aquells nous nobles, anomenats golillas, en realitat buròcrates ennoblits (Floridablanca, Campomanes…) i hi va col·laborar a disgust. Finalment es convertí en cap del “partit aragonès”, contraposat al dels golillas, encapçalat pel comte de Floridablanca.
El 1773 finalment va dimitir del seu càrrec i es va traslladar a París com ambaixador. La seva política fou totalment bel·licista contra la Gran Bretanya. Precisament durant aquest període esclatà la guerra d'independència nord-americana, en la qual Espanya va donar suport als independentistes americans. Gràcies a això, en el tractat de París de 1783 es van recuperar Florida i d'altres possessions americanes, a més de l'illa de Menorca.
Els èxits a la capital francesa li permeteren retornar a Madrid el 1787. Des de la seva arribada va atacar a Floridablanca fins que en va provocar la destitució, substituint-lo ell com a primer secretari d'estat el febrer de 1792, per després empresonar-lo. Aranda, però, no duraria gaire en el càrrec perquè per la seva política il·lustrada i neutralista vers la Revolució Francesa perquè preveia la pèrdua de les colònies d'Amèrica, cosa que va provocar l'enfrontament amb Godoy i altres sectors reaccionaris de la cort i, finalment, portaria a la seva destitució el novembre del mateix any i el seu posterior empresonament el 1794, tot i que fou alliberat el mes següent.

## Matrimonis
El 19 de juliol de 1739 es va casar amb Ana María del Pilar de Silva Fernández de Híjar y Portocarrero Funes de Villalpando, filla dels ducs d'Híxar. El 1741 va néixer el seu fill Luis Augusto, que va morir el 1755. Després de la mort d'aquesta, i buscant un hereu es tornà a casar i es va casar en segones núpcies amb la seva besneboda Maria del Pilar de Silva y Palafox, però tampoc tingueren descendència, per l'esgotament biològic provocat per la contínua endogàmia, deixant la casa d'Aranda sense un hereu, integrada a la casa d'Híxar el 1798.

## Últims anys

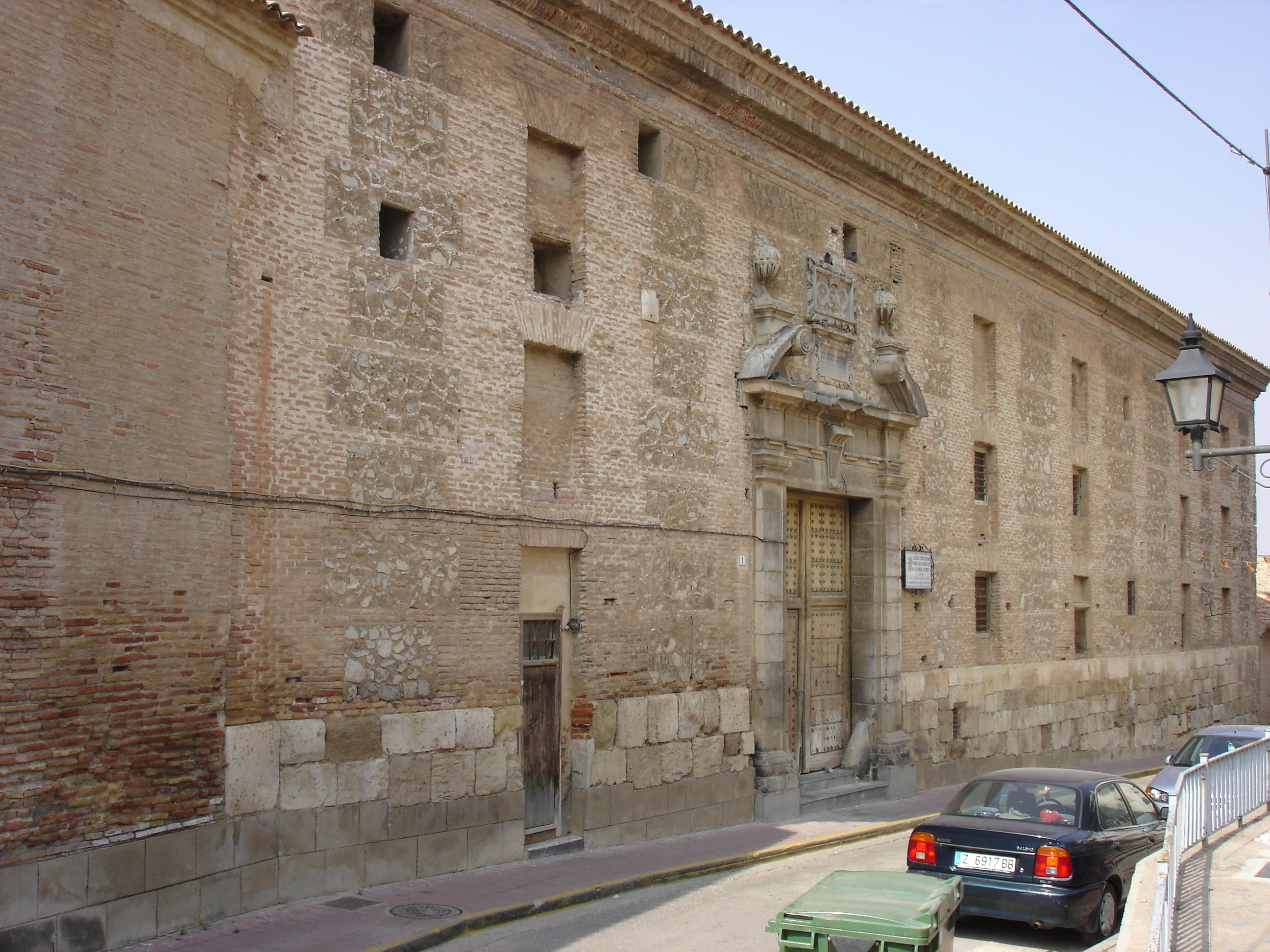
El Palau dels comtes d'Aranda a Épila, darrera residència de Pedro Pablo.

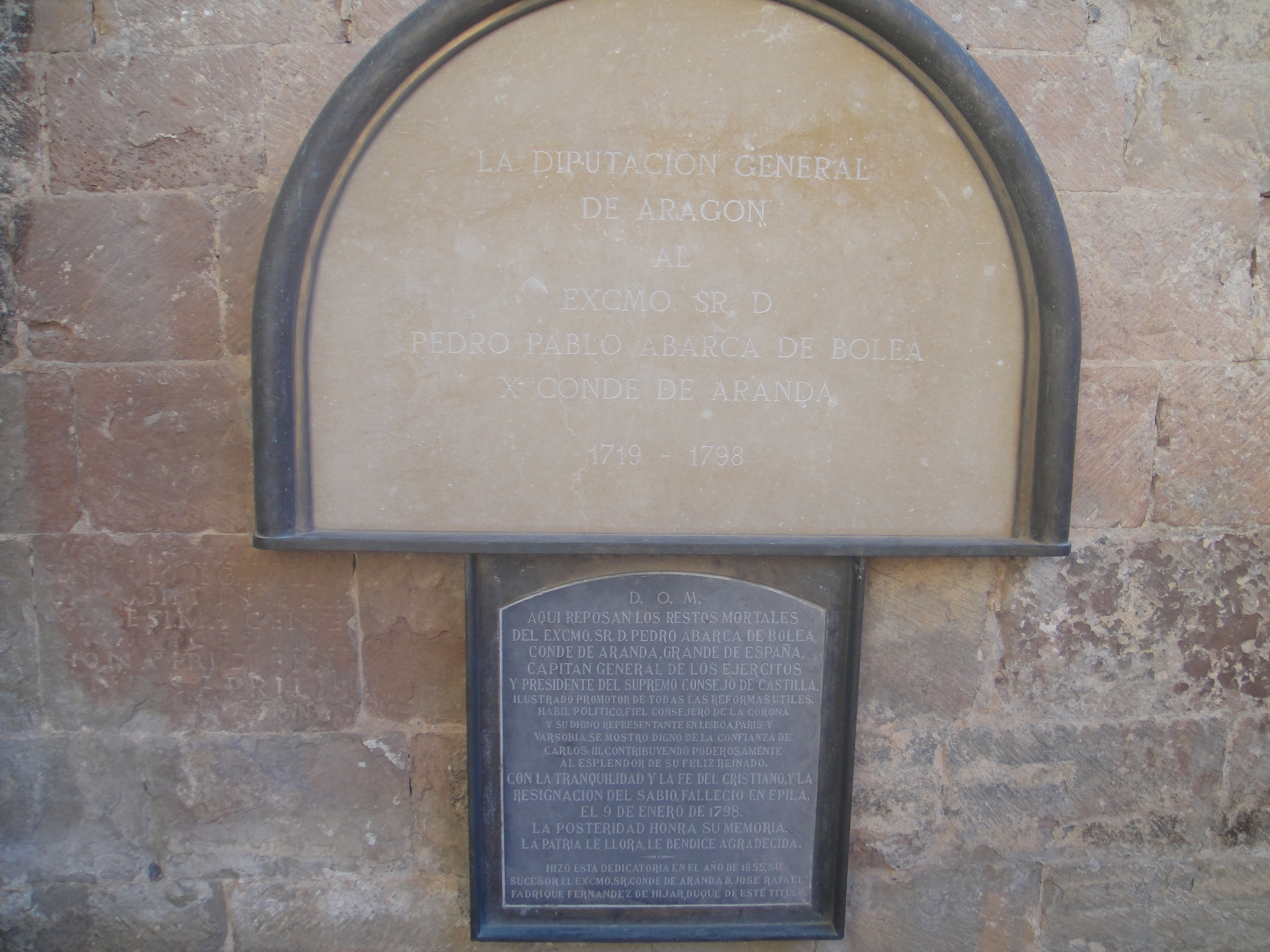
Tomba del comte al monestir de Sant Joan de la Penya. La inscripció ha estat canviada diverses vegades d'ençà de la mort d'Aranda pel seu deteriorament.

El final de la seva vida el va passar desterrat a la seva senyoria d'Épila, on va dedicar-se a la gestió del seu patrimoni, seguint amb especial interès la fàbrica de porcellana d'Alcora i la factoria d'Almonacid de la Sierra. Els documents que s'han conservat d'ajuntaments, cartes de veïns, etc. mostren que el comte dedicava gran part del temps perquè tot funcionés bé i estigués en ordre; en certs casos arribà a tenir contenciosos amb els ajuntaments dels seus feus. Una de les seves disposicions abans de morir, el 1798, va ser concedir la jubilació, quantitat que havia de correspondre íntegrament amb el sou, als obrers ancians de la fàbrica d'Alcora que hi haguessin treballat més de deu anys.
Mort el 9 de gener de 1798, Pedro Pablo va ser enterrat, per pròpia voluntat segons llur testament, al monestir de Sant Joan de la Penya El 1869 es van traslladar les seves restes a la l'església de San Francisco el Grande de Madrid, on s'anava a fer un panteó nacional d'homes célebres, però tal obra no es va a dur a terme i el comte retornà al seu indret de repòs original el 1883 amb la iniciativa de la Diputació d'Osca.